# لورنتسو بارتولینی
لورنتسو بارتولینی (ایتالیایی: Lorenzo Bartolini; ۷ ژانویهٔ ۱۷۷۷ – ۲۰ ژانویهٔ ۱۸۵۰) مجسمه‌ساز ایتالیایی ده نوزدهم میلادی بود که نوکلاسیسیسم را با جزئیات ناتورالیستی توأم با پارسایی می‌آمیخت. او چندان به سنت تندیسگری غالب آنتونیو کانووا پایبندی نشان نمی‌داد و بیشتر از سبک رنسانس فلورانسی الهام می‌گرفت.